# Henny Harald Hansen
Henny Harald Hansen f. Plenge (18. april 1900 København – 12. oktober 1993 smst) var en dansk etnograf og socialantropolog.
Hun blev magister i etnografi, arbejdede som museumsinspektør på Nationalmuseet og blev i 1979 tildelt æresdoktorgraden af Københavns Universitet.
Hun har særligt forsket i kvinders forhold i islamiske samfund.
Hun er begravet på Solbjerg Parkkirkegård.